# Berberosaurus
Berberosaurus is een geslacht van theropode dinosauriërs behorend tot de groep van de Ceratosauria, dat tijdens het Vroege Jura leefde in het gebied van het huidige Marokko.

## Naamgeving
De typesoort Berberosaurus liassicus werd in 2007 beschreven door Ronan Allain, Ronald Tykoski, Najat Aquesbi, Nour-Eddine Jalil, Michel Monbaron, Dale Alan Russell en Philippe Taquet. De geslachtsnaam verwijst naar de Berbers; de soortaanduiding naar het Lias, de subperiode waarin het dier voorkwam, zo'n 183 miljoen jaar geleden in het Pliensbachien-Toarcien.

## Vondst
Het fossiel, holotype MHNM -Pt9, 16, 19-23, is bij het dorp Toundoute in de provincie Ouarzazate gevonden in de Hoge Atlas gedurende een aantal expedities in het begin van de 21e eeuw. De fossielen zijn opgegraven op een oppervlakte van vier vierkante meter. Het bestaat uit een nekwervel, het voorste deel van het heiligbeen, een tweede linkermiddenhandsbeentje, een rechterdijbeen, de bovenkant van het linkerscheenbeen en het linkerkuitbeen. De conservering van het materiaal is niet goed doordat de sedimentlaag door tektonische werking verwrongen is. Het individu was echter nog niet geheel volgroeid.
De bovenkant van een tweede rechterdijbeen, specimen MHNM-To1–218, is aan de soort toegewezen.

## Beschrijving
Het dijbeen is een halve meter lang, wat duidt op een totale lengte van zo'n vier meter. In 2024 schatte Gregory S. Paul de lengte op vijf meter, het gewicht op driehonderd kilogram.
De beschrijvers stelden een unieke combinatie van kenmerken vast. De halswervels zijn sterk gepneumatiseerd. De halswervels zijn kort en hebben luchtkamers. De doornuitsteeksels van de halswervels zijn kort in zijaanzicht. De onderrand van het heiligbeen is is sterk naar boven gewelfd. De wervellichamen van de sacrale wervels zijn overdwars smal. De bovenkant van het tweede middenhandsbeen heeft aan de palmzijde een diepe groeve. De trochanter anterior van het dijbeen reikt bovenaan tot halverwege de dijbeenkop. De bovenste beenstijl aan de buitenzijde van het dijbeen is groot. Het scheenbeen heeft een driehoekig ondervlak. De trog op de binnenzijde van het kuitbeen wordt bovenaan overkapt door een schuine richel.

## Fylogenie
Berberosaurus was volgens een eerste kladistische analyse het meest basale bekende lid van de Abelisauroidea. Hij vormt in dat geval de oudste bekende soort uit die klade; alle andere bekende vormen van de groep stammen uit het Krijt, minstens vijftig miljoen jaar later. De vondst duidt op een vroege verspreiding van de Abelisauroidea in Gondwana. Dezelfde analyse had als uitkomst dat de Coelophysoidea en de Ceratosauroidea zustergroepen waren, iets wat op grond van eerdere analyses betwijfeld werd en meestal niet de uitkomst was van latere analyses.